# Thunderhawk AH-73M
Thunderhawk AH-73M est un simulateur de vol de combat développé et édité par Core Design en 1991 sur Amiga et Atari ST. Le jeu a été adapté sous DOS en 1992 et une version a aussi vu le jour sur Mega-CD en 1993 : Thunderhawk (サンダーホーク, au Japon, AH-3 ThunderStrike aux États-Unis).

## Système de jeu
Thunderhawk propose de diriger un hélicoptère de combat dans une série de six campagnes militaires dans un univers futuriste. La version originale comprend un total de 60 opérations aux objectifs variés. Avant de se lancer dans les airs, le joueur peut adapter à sa convenance l'arsenal embarqué. Le pilotage est technique et accessible, sans pour autant être aussi complexe que d'autres simulations de l'époque.

## Développement
Le jeu a été programmé sur un compatible PC 286 en utilisant le compilateur temps réel SNASM.
- Programmation : Mark Avory, Rob Toone, Sean Dunlevy (PC)
- Graphismes :	Mark Avory, Jason Gee, Mark Price (Objet 3D), Simon Phipps (assistant)
- Musique : Martin Walker, Martin Iveson (Mega-CD)
- Level Design : Bob Churchill

## Accueil
Thunderhawk a été bien reçu par la presse spécialisée qui le considère comme l'une des meilleures simulations orienté arcade de l'époque. Le magazine anglais ACE estime : « Certes il n'offre pas l'intérêt à long terme des poids lourds de la simulation, mais il compense par son accessibilité et Core a de bonnes chances d'y convertir les fans de jeux d'arcade. » Le système de contrôle à la souris est en particulier considéré simple et excellent, ce qui libère le jeu, selon Amiga Format, des contraintes habituelles propres au genre : « Thunderhawk tend à foudroyer Gunship (1986) dans le ciel de l'Amiga et se positionne au top des simulations d'hélicoptère ».
- ACE 900/1000 • Amiga Format 90% • Consoles + 80% • CU Amiga 94% • Génération 4 85% • Mega Force 92%